# 教科書改善の会
教科書改善の会（きょうかしょかいぜんのかい）とは、「新しい歴史教科書をつくる会」（略称：つくる会）の内部分裂により脱退したメンバーが、引き続き中学校歴史・公民教科書の発行を行うために2007年7月に組織した団体。正式名称は「改正教育基本法に基づく教科書改善を進める有識者の会」。代表は屋山太郎。
教科書出版社として扶桑社が設立した「育鵬社」から教科書を継続発行することが決定している。

## 沿革・概要
2005年夏の中学教科書採択で、全国584の採択地区のうち、「新しい歴史教科書をつくる会」系の扶桑社版の教科書の採択は、公立中学校では栃木県大田原市（歴史と公民）、東京都杉並区（歴史）、そのほかは2001年と同様に東京都と愛媛県の養護学校と新たに開設された中高一貫校のみであった。幹部たちは「採択率10％は確実」と言っていたことから、責任問題をめぐり「つくる会」では内紛が起こった。八木秀次は2006年2月28日に会長職を解任され、その後退会した。同年10月22日、八木は同じく退会した日本会議系の理事らと「日本教育再生機構」を設立した。
2006年12月22日、第1次安倍内閣によって、「公共の精神の尊重」と「我が国と郷土を愛する態度を養う」ことなどを謳う「改正教育基本法」が公布・施行される。扶桑社は教科書発行が赤字の原因となったため社員の批判を多く受け、同年末に教科書事業からの撤退を決めた。
2007年7月24日、八木らは、改正教育基本法の理念に基づいた歴史教科書及び公民教科書を出版することを目的として、「教科書改善の会」を設立した。同年8月1日、扶桑社は、新たに教科書事業を専門に行う子会社「育鵬社」を、フジテレビから3億円の出資を受けて設立した。団体の性格について、公式サイトは『扶桑社の教科書事業が独立して設立されたフジサンケイグループの教科書会社「育鵬社」による中学校歴史・公民教科書の発行を側面支援する有識者グループ』としている。本部は東京都台東区上野に置かれた。
日本教育再生機構と共に、教育とは「押しつけるもの」「植えつけるもの」と主張している。
また「つくる会」の扶桑社版の版権も継承していると見られている。参加者や賛同者には八木秀次日本教育再生機構理事長（元つくる会会長）やクライン孝子・小林正・種子島経・中村粲など「つくる会」からの離脱者に加えて、花岡信昭や花田紀凱といった論客、加計孝太郎・すぎやまこういちらのような著名人が名を連ねている。
「つくる会」は自由社と提携することを決定した。

## 採択状況

### 公立校
- 歴史
  - 東京都武蔵村山市[5]
  - 香川県立高松北中[6]

- 公民
  - 香川県立高松北中[6]
  - 沖縄県石垣市・与那国町[7]（八重山教科書問題を参照）

#### 横浜市の教科書採択をめぐって
2011年8月4日、横浜市が育鵬社版の歴史・公民教科書を採択した。複数の市民団体や日本共産党、韓国民団などが「戦争を賛美し、日本国憲法を敵視している」などとして育鵬社版・自由社版の教科書の不採択を求める運動や請願を活発に行う中で、記名投票による教科書採択の結果、育鵬社版の教科書が採択された。横浜市教育委員会委員長の今田忠彦は、「勇気を持って答えを出した」「多くの辞任要求を出され、誹謗中傷を受けた。子供のためという美名のもとのイデオロギー闘争だ」と、採択終了後の記者会見で述べた。定例会後、不採択を求めて約11万1000人分の署名を市教委に提出した市民団体「横浜教科書採択連絡会」のメンバーは「教育委員の思想信条で子どもたちの教科書が決められた」と批判した。
なお、育鵬社の教科書を支持した委員は6人中4人で、4人は全員、前市長の中田宏が任命した委員であった。新市長の林文子が任命した委員である奥山千鶴子は「教科書は歴史書ではない。解釈がはっきりしないものが多いと学習の妨げになる。歴史認識が極端でないことが大切。国民主権、基本的人権の尊重、平和主義という日本国憲法の基本がきちんと書かれていることを重視したい」、同じく林が任命した委員の山田巧（市教育長）は「横浜の子どもの学習実態を見れば、歴史観というよりも基本的な知識や概念の習得が大切だ。頭の中を整理しやすいことや、わかりやすさを求めるべきだ。歴史書が好きな人はたくさんいるが、それと教科書は分けて考えた方がよい」として、他社の教科書を支持した。
この教科書について、育鵬社の教科書を批判する戸塚区の区民団体が「全国で反対され評価の低い」「高校受験・大学受験も不安」「市教育委員会の採択過程にも疑問」などと批判している。。

### 私立校
- 歴史
  - 国学院大学栃木
  - 幸福の科学学園（栃木）
  - 樹徳
  - 帝京大学
  - 麗澤
  - 狭山ヶ丘
  - 福井工業大学附属福井
  - 長野日大
  - 麗澤瑞浪
  - 帝京大学可児
  - 津田学園
  - 皇學館
  - 浪速
  - 同志社香里
  - 尾道学園
  - 開星
  - 岡山理科大学附属
  - 岡山学芸館清秀
  - 幸福の科学学園（滋賀）
  - 近畿大学附属東広島
  - 明徳義塾
- 公民
  - 国学院大学栃木
  - 幸福の科学学園（栃木）
  - 帝京大学
  - 麗澤
  - 狭山ヶ丘
  - 福井工業大学附属福井
  - 長野日大
  - 麗澤瑞浪
  - 帝京大学可児
  - 津田学園
  - 浪速
  - 同志社大学香里
  - 尾道学園
  - 岡山理科大学附属
  - 岡山学芸館清秀
  - 清風
  - 開星
  - 甲子園学院
  - 明徳義塾

## 教科書
全面的な改定があり、2016年度（平成28年度）使用開始教科書は書名に「新編」が付与されている。
- 『[新編]新しい日本の歴史』（中学校歴史教科書）
  - 伊藤隆、川上和久
  - 飯嶋治（大阪府三島郡島本町立第二中学校教諭）、石井昌浩、磯前秀二、岩崎正彌、大津寄章三（愛媛県伊予郡松前町立岡田中学校教諭）、岡崎久彦、笠谷和比古、鎌田隆（清風中学校講師）、小林達雄、小林弘和、島田洋一、高城淳之（東京都立三鷹中等教育学校主幹教諭）、高橋勝也（東京都立桜修館中等教育学校主任教諭）、田中英道、長尾一紘、中山理、新田均、宮尾亨、百地章、八木秀次、力丸剛（神奈川県横浜市立潮田中学校教諭）、渡部昇一、渡辺利夫

- 『[新編]新しいみんなの公民』（中学校公民教科書）
  - 川上和久、伊藤隆
  - 飯嶋治、石井昌浩、磯前秀二、岩崎正彌、大津寄章三、岡崎久彦、鎌田隆、小林達雄、小林弘和、島田洋一、高城淳之、高橋勝也、田中英道、長尾一紘、中山理、新田均、藤井聡、百地章、八木秀次、力丸剛、渡部昇一、渡辺利夫

### 平成24年度使用開始教科書
何れも2011年3月検定合格版が育鵬社より出版された。
- 『新しい日本の歴史』（中学校歴史教科書）
  - 伊藤隆
  - 飯嶋治、石井昌浩、江澤博水、大津寄章三、岡崎久彦、笠谷和比古、田中英道、中山理、新田均、八木秀次、渡部昇一、渡辺利夫

- 『新しいみんなの公民』（中学校公民教科書）
  - 川上和久
  - 飯嶋治、石井昌浩、磯前秀二、岩崎正弥、江澤博水、鎌田隆、島田洋一、中山理、新田均、百地章、八木秀次、渡辺利夫

### 市販本
2011年5月10日出版
- 『こんな教科書で学びたい 新しい日本の歴史』 ISBN 9784594064013
- 『こんな教科書で学びたい 新しいみんなの公民』 ISBN 9784594064020